# Assembleia Constituinte e Legislativa Farroupilha
Assembleia Constituinte e Legislativa Farroupilha foi uma assembleia constituinte e legislativa convocada pelos republicanos durante a Revolução Farroupilha.
Em 1840 os farroupilhas, dando mostras de enfraquecimento militar, porém cada vez mais firmes na tentativa de implantar a República, transferiram a capital para Alegrete e convocaram eleições para a Assembleia.
No ano de 1842, reuniu-se a Assembleia Constituinte, na capital farroupilha para discutir a Constituição. Depois de longos debates e notáveis avanços ideológicos, elaboraram uma das constituições mais avançadas, porém não puderam concluir a tarefa, por causa das discordâncias internas.

## Deputados eleitos
Os seguintes republicanos foram eleitos deputados em outubro de 1840:

| Nº | Deputado                                                             | Votos |
| -- | -------------------------------------------------------------------- | ----- |
| 1  | padre Francisco das Chagas Martins Ávila e Sousa, vigário apostólico | 3025  |
| 2  | Manuel Lucas de Oliveira, ten.cel.                                   | 2987  |
| 3  | Serafim Joaquim de Alencastre, ten.cel.                              | 2892  |
| 4  | Silvano José Monteiro de Araújo e Paula, cel.                        | 2890  |
| 5  | Francisco de Sá Brito, advogado                                      | 2874  |
| 6  | Serafim dos Anjos França, advogado                                   | 2823  |
| 7  | Hildebrando de Freitas Pedroso, padre                                | 2753  |
| 8  | José Mariano de Matos, cel.                                          | 2694  |
| 9  | Severino Antônio da Silveira, fazendeiro                             | 2643  |
| 10 | Luís José Ribeiro Barreto                                            | 2627  |
| 11 | José Gomes de Vasconcelos Jardim, fazendeiro                         | 2534  |
| 12 | José Pedroso de Albuquerque, ministro da Justiça                     | 2522  |
| 13 | João de Santa Bárbara, padre                                         | 2481  |
| 14 | Antônio Vicente da Fontoura, ministro da fazenda                     | 2474  |
| 15 | Antônio Martins Coelho                                               | 2435  |
| 16 | João Antônio da Silveira, gal.                                       | 2068  |
| 17 | José Pinheiro de Ulhoa Cintra                                        | 1964  |
| 18 | Bento Gonçalves da Silva, gal.                                       | 1897  |
| 19 | Domingos José de Almeida                                             | 1842  |
| 20 | Sebastião Xavier do Amaral Sarmento Mena, ten.cel.                   | 1837  |
| 21 | Inácio José de Oliveira Guimarães, fazendeiro                        | 1812  |
| 22 | José Carlos Pinto, médico                                            | 1773  |
| 23 | Olivério José Ortiz, cel.                                            | 1765  |
| 24 | Joaquim dos Santos Prado Lima, negociante                            | 1747  |
| 25 | Manuel Martins da Silveira Lemos                                     | 1626  |
| 26 | Onofre Pires, cel.                                                   | 1607  |
| 27 | Ismael Soares da Silveira, major                                     | 1451  |
| 28 | José Maria Pereira de Campos, major                                  | 1442  |
| 29 | Fidelis Nepomuceno Pratea                                            | 1372  |
| 30 | Antônio de Sousa Neto, gal.                                          | 1653  |
| 31 | Francisco Leite Ribeiro, padre                                       | 1221  |
| 32 | Luís Inácio Jacques                                                  | 1211  |
| 33 | Vicente Lucas de Oliveira                                            | 1185  |
| 34 | Joaquim Pedro Soares, cel.                                           | 1116  |
| 35 | Francisco Modesto Franco                                             | 1106  |
| 36 | José Alves de Morais                                                 | 1072  |

Obtiveram menor votação e foram considerados suplentes: Bento Xavier de Andrade, major Luís José da Fontoura Palmeiro, 1° tenente Joaquim Gonçalves da Silva, Francisco Ferreira Jardim, major Bernardo Pires, Antônio Manuel Correia da Câmara, Manuel José Pereira da Silva, tenente-coronel Joaquim José Ferreira Vilaça, general Davi Canabarro, Tristão de Araújo Nóbrega, tenente coronel Felisberto Machado de Carvalho Ouriques, Antônio Paulo da Fontoura, José Ferreira Gomes Roque, coronel Antônio Manuel do Amaral Sarmento Mena, Marcos Alves Pereira Salgado e capitão Antônio Leite de Oliveira.